# Banus oblatus
Banus oblatus är en insektsart som beskrevs av William Lucas Distant 1908. Banus oblatus ingår i släktet Banus och familjen dvärgstritar. Inga underarter finns listade i Catalogue of Life.